# Низинне (Джанкойський район)
Низи́нне (до 1945 року — Ногайли-Кирк, крим. Noğaylı Qırq) — село Джанкойського району Автономної Республіки Крим. Населення становить 346 осіб. Орган місцевого самоврядування - Зарічненська сільська рада. Розташоване в центрі району.

## Географія
Низинне - село в центрі району, у степовому Криму, на березі однієї з заток Сивашу, висота над рівнем моря - 8 м . Сусідні села: Армійське за 1 км на захід, Митюрине за 0,4 км на схід і Зарічне за 3 км на південь. Відстань до райцентру - близько 13 кілометрів, там же найближча залізнична станція.

## Історія
Перша документальна згадка села зустрічається в Камеральному Описі Криму ... 1784 року, судячи з якого, в останній період Кримського ханства Ногайджі входив в Насивський кадилик Карасубазарського каймакамства 
Після приєднання Криму до Російської імперії (8) 19 квітня 1783 року , на території колишнього Кримського Ханства була утворена Таврійська область і село була приписана до Перекопського повіту . Після Павловських реформ, з 1796 по 1802 рік, входило в Перекопський повіт Новоросійської губернії . За новим адміністративним поділом, після створення 8 (20) жовтня 1802 року Таврійської губернії , Ногайли-Кірк був включений до складу Біюк-Тузакчинської волості Перекопського повіту.
За Відомостями про всі селища в Перекопському повіті... від 21 жовтня 1805 року в селі Ногайли-Кірк значилося 9 дворів, 109 кримських татар і 3 ясир . На військово-топографічній карті 1817 року село Кучук-Кірк позначене з 8 дворами . Після реформи волосного поділу 1829 року Нагайли залишився в складі Тузакчинської волості . На карті 1842 року село записане як Ногайли Кирк і позначене умовним знаком «мале село», тобто, менше 5 дворів .
У 1860-х роках, після земської реформи Олександра II, село приписали до Байгончецької волості того ж повіту.
В  «Списку населених місць Таврійської губернії за відомостями 1864 року» , складеному за результатами VIII ревізії 1864 року, Ногайли-Кірк - власницьке татарське село з 4 дворами і 12 жителями при колодязях. На триверстовій мапі 1865-1876 року в селі Ногайли Кирк відзначені 4 двори .
Після земської реформи 1890 року  віднесли до Ак-Шейхської волості. За  «... Пам'ятною книгою Таврійської губернії за 1900 рік»  в Ногайли-Кірк значилося 25 жителів в 6 дворах . В  Статистичному довіднику Таврійської губернії 1915 року, в Ак-Шейхській волості Перекопського повіту значиться село Ногайли-Кірк .
Після встановлення в Криму Радянської влади, за постановою Кримревкома від 8 січня 1921 року № 206 «Про зміну адміністративних кордонів» була скасована волосна система і в складі Джанкойського повіту (перетвореного з Перекопського) був створений Джанкойський район . У 1922 році повіти перетворили в округу . 11 жовтня 1923 року, згідно з постановою ВЦВК, в адміністративний поділ Кримської АРСР були внесені зміни, у результаті яких округу були ліквідовані, основною адміністративною одиницею став Джанкойський район  і село включили до його складу. Згідно Списку населених пунктів Кримської АРСР за Всесоюзним переписом від 17 грудня 1926 року , у селі Ногайли-Кірк, Камаджинської сільради Джанкойського району, значилося 27 дворів, з них 26 селянських, населення становило 126 осіб, всі татари, діяла татарська школа .
У 1944 році, після звільнення Криму від німців, згідно з Постановою ДКО № 5859 від 11 травня 1944 року, 18 травня кримські татари були депортовані в Середню Азію . 12 серпня 1944 року було прийнято постанову № ГОКО-6372с «Про переселення колгоспників в райони Криму»  та у вересні 1944 року в район приїхали перші новосели (27 сімей) з Кам'янець-Подільської і Київської областей, а на початку 1950-х років пішла друга хвиля переселенців з різних областей України . Указом Президії Верховної Ради Російської РФСР від 18 травня 1948 року, Ногайли-Кірк перейменували в Низинне .